# Bajo Luković
Predrag Bajo Luković (Donji Gajtan, 28. februar 1958) srpski je pesnik i slikar. Njegovo ime je postalo nadaleko poznato u Srbiji i svetu nakon što je postavio tezu o najvažnijoj Leonardovoj slici. Slikom "Portret jedne tajne" kojom dokazuje da je Mona Liza autoportret Leonarda da Vičija. U svetu se uglavnom dešavaju ponavljanja, a Lukovićevo otkriće je prepoznato kao originalno, pa su ubrzo o njemu izlazile monografije u Italiji i u Srbiji.

## Biografija
Diplomirao je Prostorno planiranje na Prirodno-matematičkom fakultetu u Beogradu. Stekao je diplomu Majstor crteža kod profesora Dragana Lubarde. Objavio je 15 knjiga poezije kod naјuglednijih srpskih izdavača: Srpske književne zadruge, Prosvete, Narodne knjige, Nolita i drugih, a za koje je dobio značajne nagrade i priznanja. Pesme su mu prevedene na više svetskih jezika.

Poezija Predraga Baja Lukovića je objavljena u više od 50 antologija i izbora srpskog pesništva u zemlji i inostranstvu, kao i u antologijama na francuskom, rumunskom i švedskom jeziku. Pri Udruženju književnika Srbije Predrag Luković ima zvanični status ''Istaknuti umetnik''. Pored pesništva, Bajo Luković je i istaknuti srpski slikar koji je izlagao u prestižnim muzejima i galerijama.
Slika ''Portret jedne tajne'' (1982.) kojom je dokazao da je Mona Liza, autoportret Leonarda da Vinčija pronela mu je ime širom sveta. Za Lukovićevu sliku zainteresovao se prof. dr. Srboljub Živanović iz Zavoda za anatomiju Medicinskog fakulteta u Novom Sadu. Izvršio je antropološku analizu i utvrdio da je Lukovićevo ulje verodostojno u naučnom smislu. Tadašnja teorija je kasnije potvrđena sa svih aspekata, pa i komjuterskom analizom u Njujorku (Lillian Schwartz) 1987. godine prema Leonardovim originalima. O ovoj slici i Bajo Lukoviću objavljena je jedinstvena dvojezična monografija u izdanju Službenog glasnika, za koju je tekstove pisalo šest akademika, kao i veći broj značajnih umetnika i kritičara.
Pošta Srbije je objavila poštansku marku sa slikom ''Portet jedne tajne'' i imenom Predraga Baja Lukovića na predlog Kulturno - prosvetne zajednice Srbije i ULUS-a. Engleska Devičanska ostrva su po ovoj slici (ideji) uradila novčanicu-medaljon u apoenima od 1 i 10 dolara. Sa druge strane Bajovog okrića nalazi se lik Elizabete II. Tanjugovu vest o oktriću Predraga Baja Lukovića prenele su sve značajnije novinske agencije na svetu,a kod nas je objavljeno četiri feljtona u dnevnim novinama: Politika, Politika Ekspres, Dnevnik - Novi Sad i Novosti Plus, veliki broj opširnih članaka, kao i mnoge TV emisije.
Kao pesnik i slikar Predrag Bajo Luković je zastupljen u eciklopediji LARUSSE, potom u Oxword enciklopediji Srpske elite, kao i srpskom Who is Who u izdanju zavoda za udžbenike i drugim značajnim knjigama i publikacijama. Bio je glavni i odgvorni urednik časopisa Đačko doba kao operativni i tehnički urednik ''Pesničkih novina''. Publikovao je preko 300 portreta srpskih književnika i intelektualaca u raznim knjigama, listovima i časopisima. Likovno je obogatio veliki broj knjiga raznih izdavača itd. Luković je dugogodišnji prijatelj udruženja dramskih pisaca Srbije čiji je rad pratio svojim likovnim prilozima i posredovao u obezbeđivanju donacija.
Ministarstvo informisanja Republike Srbije uvrstilo je Baju Lukovića u dvojezičnu knjigu ''Rečnik zablude'' 1994. u kojoj Luković dobija izuzetan prostor u oblasti kulture, a slika ''Portret jedne tajne'' je reprodukovana uz lik Ive Andrića. Knjiga je namenjena inostranim i domaćim čitaocima kao demanti na 100 neistina o Srbiji i srpskom narodu. Slikar Predrag Bajo Luković poklonio je Zadužbini portret Ive Andrića (crtež olovkom) koji se, poput radova drugih akademskih slikara, nalazi u prostorijama piščeve zadužbine.
RTS (Radio-Televizija Srbije) su snimili emisiju pod nalovom ''Bajo Luković - Srpski Leonardo'' 2003. namenjenu dijaspori i domaćoj publici 2023.

## Knjige pesama
| - Živa mrlja (1991.) - Iskivanje krsta (1993.) - Bosiljak i kamen (1994.) - Čežnja za krikom (1997) - Lutajući blesak (1997.) - Izabrane i nove pesme (1998.) - Rečita tišina (2003.) - Pikasovo oko (2009.) | - Demon i lepota (2008.) - Tamne iskre (2010.) - Ispod krova pesnikova (2011.) - Rane i med (2012.) - Bacač senke (2014.) - Probijanje opne (2016.) - Pretakanje sjaja (2018.) |

## Najvažnije samostalne izložbe
- Jugoslovenski kulturni centar u Parizu 1988. godine
- Narodni muzej u Beogradu - (sada Narodni muzej Srbije) 1993. god. (izložba trajala 5 meseci)
- Italijanski institut za kulturu 2003. godine
- Muzej Sremskih Karlovaca 2009. godine
- Kuća Đure Jakšića 2023. god., kao i mnogim kulturnim centrima širom Srbije[19][20]
- Moderna galerija Valjevo ga je uvrstila u antologiju Jugoslovenkog crteža ''Magija crteža'' - izložba i monografija
- Sajam Knjiga 2023. god. na štandu UKS-a.
- Kao stalna postavka izložba portreta nalazi se u kući Đure Jakšića i Udruženju književnika Srbije.

## Nagrade
- VUKOVA NAGRADA Kulturno-prosvetne zajednice Srbije za izuzetan doprinos razvoju kulture u republici Srbiji i svesrpskom kulturnom prostoru 2011. god.[21][22]
- SRETENJSKO ODLIKOVANJE - MEDALJA za izuzetne zasluge u kulturnim delatnostima
- Ukazom predsednika Republike Srbije za Dan državnosti (14.februar 2018.)
- POVELJA ZA ŽIVOTNO DELO UKS 2019. god.
- NAGRADA MILAN RAKIĆ za knjigu Demon i lepota 2008. god.
- ZLATNI BEOČUG za trajni doprinos kulturi Beograda 2006. god.[23]
- POVELJA ZA GRAĐANSKE ZASLUGE SA MEDALJOM - ZASLUŽNI GRAĐANI ZEMUNA gradska opšina Zemun 2011. god.
- DIPLOMA NIKITA STANESKU - Internacionalni festival poezije 2003 god. (Rumunija)
- PEČAT KNEZA LAZARA za knjigu Probijanje opne 2016 god.
- ZLATNA ZNAČKA Kulturno-prosvetne zajednice Srbije za nesebičan, predan i dugotrajan rad i stvaralački doprinos u širenju kulture 1993. god.
- Nagrada PAVLE MARKOVIĆ ADAMOV - Karlovačka umetnička radionica 2016 god.
- SRETENJSKA POVELJA ZA ŽIVOTNO DELO - Orašac 2009. god.
- NAGRADA AKADEMIJE IVO ANDRIĆ za knjigu Rane i Med 2013. god
- VENAC VRDNIČKE VILE za izuzetna dostignuća u očuvanju i razvoju srpskog književnog jezika 2013. god.
- Nagrada ĐURIN ŠEŠIR za knjigu Probijanje opne 2016. god.
- Nagrada MIODRAG ĐUKIĆ i plaketa BEN AKIBA za izuzetan doprinos dramskom stvaralaštvu - Udruženje dramskih umetnika Srbije 2010. god.
- POSEBNO PRIZNANJE - PLAKETA ZAHVALNOSTI Udruženja književnika Srbije za trajni doprinos ugledu i razvoju udruženja 2007. god.
- BLAGODARJE na Svetosavskoj akademiji UKS 2013. god.
- POHVALA - Glavna godišnja nagrada opšine Medveđa za dugogodišnji doprinos očuvanju kulture i umetničke tradicije na teritoriji opštine Medveđa 2019. god.
- LEPOTA POEZIJE - Specijalna nagrada Šumadijskih metafora, Mladenovac 2010.
- POVELJA JOVAN SKRELIĆ za knjigu Demon i lepota, dodeljuje skupština opštine Topola
- POVELJA - Počasni član - Naučno društvo za negovanje i proučavanje srpskog jezika 2001. god.
- ZLATNO PERO za poeziju na medjunarodnoj književnoj manifestaciji ''Vršačko pero 09'' 2009. god.
- Nagrada SIMO MATAVULJ UKS za ukupno književno delo 2023. god.[24]

## Kritički osvrt
O likovnom i književnom stvaralaštvu Predraga Baja Lukovića pisali su: Čedomir Mirković, Matija Bećković, Srba Ignjatović, Radivoje Mikić, Radomir Andrić, Novica Tadić, Mileta Aćimović Ivkov, Miloš Kovačević, Dušan Stojković, Milan Nenadić, Aca Sekulić, Mihailo Šćepanović, Dragomir Brajković, Đorđe Janić, Dragan Lakićević, Jovan Striković, Alek Vukadinović, Dragan Jovanović Danilov, Adam Puslojić, Vladeta Jerotić, Nikola Kusovac, Milić od Mačve, Ratko Božović, Draško Ređep, Jovan Ćirilov, Bojan Jovanović, Dejan Đorić, Dragan Lubarda, Todor Stevanović, Radoslav Bratić, Srboljub Živanović, Budimir Potočan, Ognjan Radulović, Miodrag Kolarić, Vidak Maslovarić, Miljurko Vukadinović, Milosav Knežević, Jovo Miladić, Rade Vojvodić, Petar Pajić, Rajko Džaković, Ljubomir Ćorilić, Miroslav Todorović, Milutin Đuričić, Oliver Janković, Radomir Mićunović i mnogi drugi.

## Galerija
- Predrag Bajo Luković - gostovanja, nagrade, izložbe
- Izložba Portret jedne tajne Predrag Bajo Luković
- Portret jedne tajne Predrag Bajo Luković
- Predrag Bajo Luković
- RTS emisija: Bajo Luković - srpski Leonardo
- Peter Handke i Bajo Lukovic
- Predrag Bajo Luković - Pohvala Medveđe
- Predrag Baja Lukovic izlozba Medvedja
- Mona Liza Leonardo da Vinči i Portret jedne tajne Predrag Bajo Luković
- Ko je bila Mona Lisa
- Mona Lisa autoportret
- 24-27 febbraio 2018. visita culturale a belgrado
- 24-27 febbraio 2018. visita culturale a belgrado
- Predrag Bajo Lukovic dobitnik Vukove nagrade
- Dodela medalje Predrag Bajo Luković
- Matija Bećković otvara izložbu Baja Lukovića "Disanje linije"
- Udruženje dramskih pisaca Srbije Bajo Luković
- Medvedja - Predrag Bajo Luković
- Disanje linije Predrag Bajo Luković
- Predrag Bajo Luković Disanje Linije
- Predrag Bajo Luković - Izložba disanje linije
- Predrag Bajo Lukovic Barutno punjenje
- Predrag Bajo Luković - Disanje linije crteži
- Predrag Bajo Luković fotoportret